# Tiros-I

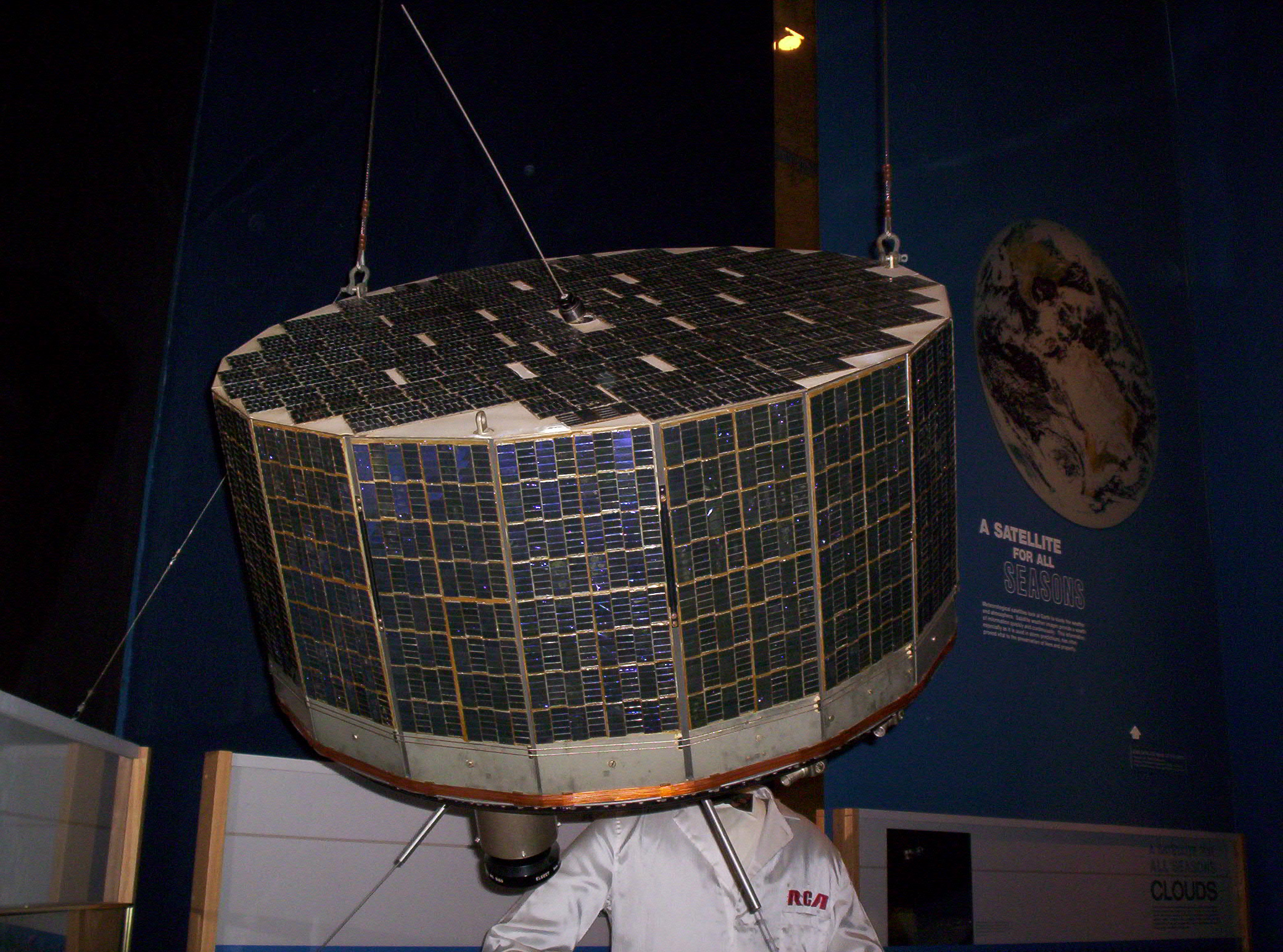
Modello del TIROS-1 esposto al National Air and Space Museum di Washington DC

Il TIROS-I (o TIROS-1) (Television InfraRed Observation Satellite) fu il primo satellite meteorologico ad essere messo in orbita, fu inoltre il primo della serie TIROS.

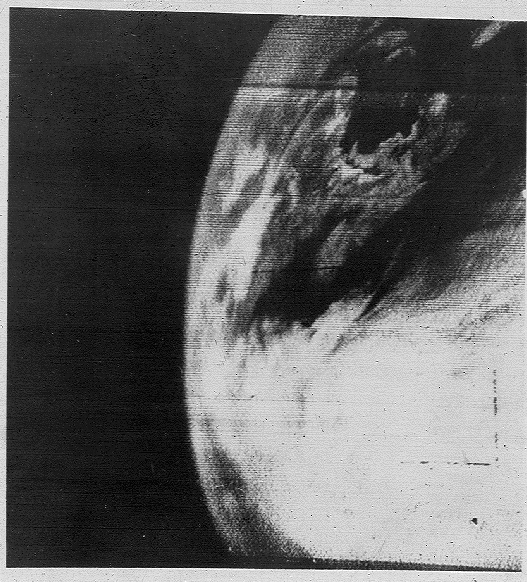
Prima immagine televisiva della terra vista da un satellite

Progettato per provare tecniche sperimentali di ripresa di immagini televisive per uso meteorologico, venne sviluppato dalla Astro-Electronics Division della RCA di Princeton per il Goddard Space Flight Center della NASA.
Fu lanciato dalla NASA il 1º aprile del 1960, dalla base di Cape Canaveral, in Florida (USA).
Rimase operativo per soli 78 giorni
, avendo comunque maggior successo rispetto al Vanguard 2, dimostrando così la possibilità di utilizzare satelliti per il controllo delle condizioni atmosferiche dallo spazio.
Entro poche ore dal lancio, il satellite iniziò le riprese della situazione meteorologica della Terra, vista dallo spazio.
Due telecamere erano collocate in un corpo del peso di 120 kg, assieme a due registratori a nastro magnetico utilizzati per memorizzare le immagini quando il satellite era al di fuori
dal raggio delle comunicazioni.
L'alimentazione era fornita da accumulatori caricati da 9200 celle solari.

## Versioni
Fra il 1960 e il 1966 furono realizzati altri nove Tiros e, fra il 1967 e il 1969 furono realizzati altri nove satelliti ESSA (Environmental Survey Satellites) denominati ITOS, una versione migliorata del TIROS (Improved Tiros).
Fra il 1970 e il 1976 furono inoltre realizzati altri cinque progetti, sempre più evoluti.
Nell'arco di 17 anni, i satelliti TIROS-I scattarono oltre 3,5 milioni di fotografie e la vita media dei satelliti fu più del doppio della durata per la quale furono progettati.